# Maybellene i Hofteholder
Maybellene i Hofteholder (dän. für Maybellene trägt Hüfthalter) ist die sechste Single der dänischen Heavy-Metal-Band Volbeat. Es ist die erste Singleauskopplung aus ihrem dritten Studioalbum Guitar Gangsters & Cadillac Blood.

## Entstehung
Das Lied wurde im März und April 2008 in den Hansen Studios in der dänischen Stadt Ribe aufgenommen. Text und Musik wurden vom Sänger und Gitarristen Michael Poulsen geschrieben. Produziert wurde das Album von Jacob Hansen. Als Gastmusiker traten Anders Pedersen (Hawaii- und Slide-Gitarre), Kristian Pedersen (Akustische Gitarre) und Jacob Hansen (Hintergrundgesang) auf. Für das Lied wurde ein Musikvideo gedreht. Dabei sieht man die Band das Lied spielen, während die Geschichte des Liedes am Anfang und am Ende als Zeichentrickfilm dargestellt wird. Der Hauptteil des Videos ist allerdings von realen Personen besetzt. Regie führte Claus Vedel.

## Hintergrund
In dem Lied geht es um einen männlichen Stalker, der sich in die Stripperin Maybellene verliebt. Sie tanzt jeden Samstag in der Bar in der fiktiven Ortschaft „10 House City“. Der Stalker sitzt jedes Mal an seinem Tisch Nr. 45. Er erfährt, dass Maybellene im „Barbara Hotel“ übernachtet. Jedes Mal, wenn er sie besuchen will und an ihre Tür klopft, wird diese nicht geöffnet. Eines Tages legt der Stalker ein Feuer, um sie aus ihrem Zimmer zu locken. Maybellene kommt im Feuer ums Leben, aber ihre Leiche wird nie gefunden.

## Rezeption
Frank Albrecht vom deutschen Metalmagazin Rock Hard bezeichnete „Maybellene i Hofteholder“ in seiner Kritik zum Album Guitar Gangsters & Cadillac Blood als „wunderbaren Ohrenschmeichler“. Dagegen ist das Lied laut Metal.de-Rezensentin Andrea Friedrich ein Song, bei dem sich die Band wiederhole und auf Nummer sicher gehe.
Die Single stieg am 15. August 2008 auf Platz neun der dänischen Singlecharts ein und erreichte eine Woche später mit Platz fünf die höchste Position. Insgesamt war die Single zwölf Wochen in den Charts vertreten, davon vier in den Top Ten. Damit war Maybellene i Hofteholder der erste Top-Ten-Hit der Band.
Volbeat erhielt für das Lied den „P3 Guld“-Preis des dänischen Radiosenders DR P3 in der Kategorie „Hit des Jahres“, der von den Hörern des Senders gewählt wird. Das Musikvideo erhielt bei den Danish Metal Awards eine Nominierung in der Kategorie „Video des Jahrs“. In Dänemark erhielt die Single eine Platin-Schallplatte sowie eine Goldene Schallplatte für Streamings.